# Вулиця Миколи Пимоненка (Львів)
Вулиця Миколи Пимоненка — вулиця у Сихівському районі міста Львова, в місцевості Пасіки. Сполучає вулиці Зелену та Пасічну. Прилучається вулиця Січинського.

## Історія та назва
Вулиця прокладена в межах місцевості Пасіки наприкінці 1950-х років. У 1958 році названа Донбасівською та її назва походить від скороченої назви Донецького вугільного басейну — Донбас та від назви історико-географічного краю Донеччина, у межах якого розташований Донбас — вулиця Донбасівська. Сучасна назва — вулиця Пимоненка походить з 1993 року та названа на пошану українського художника-живописця Миколи Пимоненка.

## Забудова
На вулиці Пимоненка переважає промислова, офісна та садибна забудова, а також багатоповерхова житлова забудова 2019—2021 років.

### Будинки
№ 1 — мультифункціональний діловий та житловий мікроквартал «Вікінг-парк», що складається з двох секцій (9 та 12 поверхів відповідно). Житлова частина комплексу об'єднує кілька секцій, в яких 400 квартир, громадські і комерційні приміщення на перших поверхах, підземний паркінг та дитячий клуб. Перші частини комплексу збудовано, а відтак відкрито нові черги будівництва, зокрема у червні 2021 року розпочато будівництво також секції з апартаментами. Весь житловий комплекс (всі черги будівництва) заплановано здати в експлуатацію в кінці 2022 року.
№ 4 — житловий комплекс «Рубікон Преміум» на декілька житлових восьми—десятиповерхових секцій.
№ 7, 7а, 7б — житловий комплекс «Аурум Сіті» на дев'ять житлових восьми—десяти поверхових секцій, збудований у 2019—2021 роках.
№ 15 — будівля Державного навчального закладу «Львівське вище професійне училище дизайну та будівництва». Училище засноване у 2000 році.
№ 17 — будівля відокремленого структурного підрозділу «Техніко-економічний фаховий коледж Національного університету «Львівська політехніка».
№ 19 — колишній дев'ятиповерховий гуртожиток ВО «Полярон». У березні 2007 року гуртожиток запропоновано прийняти у власність громади міста Львова від ВО «Полярон». 2010 року гуртожиток прийнято у власність громади міста Львова. 